# Dajana Eitberger
Dajana Eitberger (født 1. juli 1991) er en tysk kælker. 
Hun repræsentanterde Tyskland under vinter-OL 2018 i Pyeongchang, hvor hun vandt sølv i single for kvinder.